# Exeter (Maine)
Exeter és una població dels Estats Units a l'estat de Maine (EUA). Segons el cens del 2000 tenia 997 habitants.

## Demografia
Segons el cens del 2000, Exeter tenia 997 habitants, 389 habitatges, i 296 famílies. La densitat de població era de 10 habitants/km².
Dels 389 habitatges en un 29,6% hi vivien nens de menys de 18 anys, en un 64,5% hi vivien parelles casades, en un 7,5% dones solteres, i en un 23,9% no eren unitats familiars. En el 18,3% dels habitatges hi vivien persones soles el 6,9% de les quals corresponia a persones de 65 anys o més que vivien soles. El nombre mitjà de persones vivint en cada habitatge era de 2,56 i el nombre mitjà de persones que vivien en cada família era de 2,87.
Per edats la població es repartia de la següent manera: un 22,7% tenia menys de 18 anys, un 6% entre 18 i 24, un 31,6% entre 25 i 44, un 26,9% de 45 a 60 i un 12,8% 65 anys o més.
L'edat mediana era de 39 anys. Per cada 100 dones de 18 o més anys hi havia 105,1 homes.
La renda mediana per habitatge era de 33.929 $ i la renda mediana per família de 35.662 $. Els homes tenien una renda mediana de 30.000 $ mentre que les dones 21.000 $. La renda per capita de la població era de 14.772 $. Entorn del 9,5% de les famílies i el 14,3% de la població estaven per davall del llindar de pobresa.